# Élections départementales partielles françaises en 2016
Plusieurs élections départementales partielles se sont tenues en France en 2016.

## Synthèse
| Dates de l'élection  | Département    | Canton         | Conseillers sortants      | Parti | Parti | Conseillers élus       | Parti | Parti |
| -------------------- | -------------- | -------------- | ------------------------- | ----- | ----- | ---------------------- | ----- | ----- |
| 24 et 31 janvier     | Hautes-Alpes   | Gap-1          | Brigitte Gaudin           |       | DVD   | Guy Blanc              |       | DVG   |
| 24 et 31 janvier     | Hautes-Alpes   | Gap-1          | Francis Zampa             |       | DVD   | Pascale Boyer          |       | DVG   |
| 17 et 24 avril       | Meuse          | Saint-Mihiel   | Marianne Prot             |       | FN    | Sylvain Denoyelle      |       | UDI   |
| 17 et 24 avril       | Meuse          | Saint-Mihiel   | Bruno Rota                |       | FN    | Marie-Christine Tonner |       | UDI   |
| 29 mai et 5 juin     | Pas-de-Calais  | Arras-1        | Denise Bocquillet         |       | UDI   | Denise Bocquillet      |       | UDI   |
| 29 mai et 5 juin     | Pas-de-Calais  | Arras-1        | Daniel Damart             |       | DVD   | Daniel Damart          |       | DVD   |
| 5 et 12 juin         | Sarthe         | Mans-7         | Paul Létard               |       | PS    | Elen Debost            |       | EELV  |
| 5 et 12 juin         | Sarthe         | Mans-7         | Sylvie Tolmont            |       | PS    | Gilles Leproust        |       | PCF   |
| 12 et 19 juin        | Deux-Sèvres    | Niort-1        | Romain Dupeyrou           |       | LR    | Romain Dupeyrou        |       | LR    |
| 12 et 19 juin        | Deux-Sèvres    | Niort-1        | Rose-Marie Nieto          |       | LR    | Rose-Marie Nieto       |       | LR    |
| 12 et 19 juin        | Deux-Sèvres    | Niort-3        | Agnès Jarry               |       | LR    | Agnès Jarry            |       | LR    |
| 12 et 19 juin        | Deux-Sèvres    | Niort-3        | Guillaume Juin            |       | LR    | Guillaume Juin         |       | LR    |
| 12 et 19 juin        | Calvados       | Trévières      | Laurent Aubry*            |       | UDI   | Patrick Thomines       |       | LR    |
| 26 juin et 3 juillet | Cantal         | Saint-Flour-2  | Christiane Meyroneinc     |       | DVG   | Christiane Meyroneinc  |       | DVG   |
| 26 juin et 3 juillet | Cantal         | Saint-Flour-2  | Gérard Salat              |       | PS    | Gérard Salat           |       | PS    |
| 26 juin et 3 juillet | Marne          | Reims-4        | Kim Duntze                |       | LR    | Kim Duntze             |       | LR    |
| 26 juin et 3 juillet | Marne          | Reims-4        | Jean-Pierre Fortuné       |       | LR    | Jean-Pierre Fortuné    |       | LR    |
| 11 et 18 septembre   | Lot-et-Garonne | Livradais      | Marie-Serge Beteille**    |       | DVD   | Jacques Borderie       |       | LR    |
| 11 et 18 septembre   | Lot-et-Garonne | Livradais      | Pierre-Jean Pudal**       |       | LR    | Marie Labit            |       | LR    |
| 18 et 25 septembre   | Somme          | Ham            | Antoine Bruchet**         |       | DVD   | Didier Potel           |       | DVD   |
| 18 et 25 septembre   | Somme          | Ham            | Carole Dumont**           |       | DVD   | Françoise Ragueneau    |       | DVD   |
| 18 et 25 septembre   | Hautes-Alpes   | Briançon-2     | Gérard Fromm              |       | DVG   | Gérard Fromm           |       | DVG   |
| 18 et 25 septembre   | Hautes-Alpes   | Briançon-2     | Aurélie Poyau             |       | DVG   | Aurélie Poyau          |       | DVG   |
| 2 et 9 octobre       | Haute-Corse    | Bastia-3       | Joseph Gandolfi           |       | FC    | Joseph Gandolfi        |       | FC    |
| 2 et 9 octobre       | Haute-Corse    | Bastia-3       | Marie-Claire Poggi        |       | MCD   | Emmanuelle de Gentili  |       | PS    |
| 2 et 9 octobre       | Vaucluse       | Orange         | Yann Bompard              |       | LS    | Yann Bompard           |       | LS    |
| 2 et 9 octobre       | Vaucluse       | Orange         | Marie-Thérèse Galmard     |       | LS    | Marie-Thérèse Galmard  |       | LS    |
| 2 et 9 octobre       | Vosges         | Gérardmer      | Eliane Ferry**            |       | DVD   | Gilbert Poirot         |       | FG    |
| 2 et 9 octobre       | Vosges         | Gérardmer      | Guy Martinache**          |       | DVD   | Jacqueline Valentin    |       | FG    |
| 2 et 9 octobre       | Nièvre         | Guérigny       | Jean-Luc Gauthier**       |       | LR    | Corinne Bouchard       |       | DVD   |
| 2 et 9 octobre       | Nièvre         | Guérigny       | Bernadette Larivé**       |       | DVD   | Marc Gauthier          |       | DVD   |
| 9 et 16 octobre 2016 | Guadeloupe     | Pointe-à-Pitre | Marlène Miroite Melisse** |       | PPDG  | Sandra Enjaric         |       | PPDG  |
| 9 et 16 octobre 2016 | Guadeloupe     | Pointe-à-Pitre | Marcel Sigiscar           |       | PPDG  | Marcel Sigiscar        |       | PPDG  |

* Conseiller sortant ne souhaitant pas se présenter.

** Conseillers sortants ne pouvant pas se représenter du fait d'une inéligibilité prononcée.

## Résultats détaillés

### Canton de Gap-1
Les électeurs du canton de Gap-1 sont appelés à élire deux nouveaux conseillers départementaux à la suite de l'annulation des résultats de mars 2015 par le tribunal administratif de Marseille. Le motif invoqué pour l'annulation a été l'absence de bulletins des candidats FN lors du 1er tour pendant plus d'une heure et demie dans un bureau de vote. Le FN avait alors obtenu 32 voix de moins que le ticket DVD arrivé en deuxième position.
L'élection partielle se tient les 24 et 31 janvier 2016.
| Candidats              | Candidats            | Partis         | Partis         | Premier tour | Premier tour | Second tour | Second tour |
| Candidats              | Candidats            | Partis         | Partis         | Voix         | %            | Voix        | %           |
| ---------------------- | -------------------- | -------------- | -------------- | ------------ | ------------ | ----------- | ----------- |
| 1                      | Guy Blanc            |                | DVG            | 410          | 23,38        | 934         | 52,32       |
| 1                      | Pascale Boyer        |                | DVG            | 410          | 23,38        | 934         | 52,32       |
| 2                      | Brigitte Gaudin*     |                | DVD            | 548          | 31,24        | 851         | 47,58       |
| 2                      | Francis Zampa*       |                | DVD            | 548          | 31,24        | 851         | 47,58       |
| 3                      | Caroline Antoine     |                | FN             | 292          | 16,65        |             |             |
| 3                      | Patrick Deroin       |                | FN             | 292          | 16,65        |             |             |
| 4                      | Bernard Jaussaud     |                | PS             | 240          | 13,68        |             |             |
| 4                      | Corinne Massot       |                | PS             | 240          | 13,68        |             |             |
| 5                      | Erik Bonnaud         |                | Ensemble !     | 134          | 7,64         |             |             |
| 5                      | Madeleine Poggionovo |                | PCF            | 134          | 7,64         |             |             |
| 6                      | Cathy Anglès         |                | LPDHA          | 130          | 7,41         |             |             |
| 6                      | Georges Obninsky     |                | LPDHA          | 130          | 7,41         |             |             |
|                        |                      |                |                |              |              |             |             |
| Inscrits               | Inscrits             | Inscrits       | Inscrits       | 7 214        | 100,00       | 7 214       | 100,00      |
| Abstentions            | Abstentions          | Abstentions    | Abstentions    | 5 396        | 74,80        | 5 282       | 73,22       |
| Votants                | Votants              | Votants        | Votants        | 1 818        | 25,20        | 1 932       | 26,78       |
| Blancs et nuls         | Blancs et nuls       | Blancs et nuls | Blancs et nuls | 64           | 3,52         | 147         | 7,61        |
| Exprimés               | Exprimés             | Exprimés       | Exprimés       | 1 754        | 96,48        | 1 785       | 92,39       |
| * conseillers sortants |                      |                |                |              |              |             |             |

### Canton de Saint-Mihiel
Les électeurs du canton de Saint-Mihiel sont appelés à élire deux nouveaux conseillers départementaux à la suite de l'annulation du scrutin de mars 2015 par le tribunal administratif de Nancy. Le motif de l'annulation a été la distribution de tracts la veille du scrutin par le binôme vainqueur (FN) et le faible écart avec le binôme arrivé en deuxième position (26 voix) au second tour.
L'élection partielle se tient les 17 et 24 avril 2016.
| Candidats              | Candidats              | Partis      | Partis      | Premier tour | Premier tour | Second tour | Second tour |
| Candidats              | Candidats              | Partis      | Partis      | Voix         | %            | Voix        | %           |
| ---------------------- | ---------------------- | ----------- | ----------- | ------------ | ------------ | ----------- | ----------- |
| 1                      | Sylvain Denoyelle      |             | UDI         | 1 332        | 41,16        | 2 007       | 57,79       |
| 1                      | Marie-Christine Tonner |             | UDI         | 1 332        | 41,16        | 2 007       | 57,79       |
| 2                      | Marianne Prot*         |             | FN          | 1 256        | 38,81        | 1 466       | 42,21       |
| 2                      | Bruno Rota*            |             | FN          | 1 256        | 38,81        | 1 466       | 42,21       |
| 3                      | Séverine François      |             | PS          | 648          | 20,02        |             |             |
| 3                      | Thibaut Villemin       |             | PS          | 648          | 20,02        |             |             |
|                        |                        |             |             |              |              |             |             |
| Inscrits               | Inscrits               | Inscrits    | Inscrits    | 8 610        | 100,00       | 8 606       | 100,00      |
| Abstentions            | Abstentions            | Abstentions | Abstentions | 5 249        | 60,96        | 4 874       | 56,63       |
| Votants                | Votants                | Votants     | Votants     | 3 361        | 30,04        | 3 732       | 43,37       |
| Blancs                 | Blancs                 | Blancs      | Blancs      | 85           | 2,53         | 197         | 3,28        |
| Nuls                   | Nuls                   | Nuls        | Nuls        | 40           | 1,19         | 62          | 1,66        |
| Exprimés               | Exprimés               | Exprimés    | Exprimés    | 3 236        | 96,28        | 3 473       | 93,06       |
| * conseillers sortants |                        |             |             |              |              |             |             |

### Canton d'Arras-1
Les électeurs du canton d'Arras-1 sont appelés à réélire leurs représentants départementaux. Le scrutin du mois de mars 2015 a été annulé à la suite d'une contestation portée par le binôme de gauche arrivé en seconde position. Leur recours a été motivé par une erreur de distribution dans le matériel de propagande, d'une grève de La Poste et un doute sur la validité de six signatures sur les listes d'émargement.
L'élection se tient les 29 mai et 5 juin 2016.
| Candidats              | Candidats          | Partis      | Partis      | Premier tour | Premier tour | Second tour | Second tour |
| Candidats              | Candidats          | Partis      | Partis      | Voix         | %            | Voix        | %           |
| ---------------------- | ------------------ | ----------- | ----------- | ------------ | ------------ | ----------- | ----------- |
| 1                      | Denise Bocquillet* |             | UDI         | 3 638        | 48,44        | 4 300       | 60,50       |
| 1                      | Daniel Damart*     |             | DVD         | 3 638        | 48,44        | 4 300       | 60,50       |
| 2                      | Bertrand Alexandre |             | MRC         | 2 413        | 32,13        | 2 807       | 39,50       |
| 2                      | Anne Dingreville   |             | PS          | 2 413        | 32,13        | 2 807       | 39,50       |
| 3                      | Lucie Barbez       |             | FN          | 1 459        | 19,43        |             |             |
| 3                      | Alban Heusèle      |             | FN          | 1 459        | 19,43        |             |             |
|                        |                    |             |             |              |              |             |             |
| Inscrits               | Inscrits           | Inscrits    | Inscrits    |              | 100,00       | 26 028      | 100,00      |
| Abstentions            | Abstentions        | Abstentions | Abstentions |              |              | 18 258      | 70,15       |
| Votants                | Votants            | Votants     | Votants     |              | 30,77        | 7 770       | 29,85       |
| Blancs                 | Blancs             | Blancs      | Blancs      |              |              | 365         | 4,70        |
| Nuls                   | Nuls               | Nuls        | Nuls        |              |              | 298         | 3,83        |
| Exprimés               | Exprimés           | Exprimés    | Exprimés    |              |              | 7 107       | 91,47       |
| * conseillers sortants |                    |             |             |              |              |             |             |

### Canton du Mans-7
Les électeurs du canton du Mans-7 sont appelés à élire deux nouveaux conseillers départementaux à la suite de l'annulation du scrutin de mars 2015. Les juges du tribunal administratif ont annulé ce scrutin car il a été constaté des irrégularités entre le nombre de votants et de signatures sur les listes d’émargement.
L'élection partielle se tient les 5 et 12 juin 2016.
| Candidats              | Candidats         | Partis         | Partis         | Premier tour | Premier tour | Second tour | Second tour |
| Candidats              | Candidats         | Partis         | Partis         | Voix         | %            | Voix        | %           |
| ---------------------- | ----------------- | -------------- | -------------- | ------------ | ------------ | ----------- | ----------- |
| 1                      | Elen Debost       |                | EELV           | 1 257        | 28,18        | 1 664       | 50,26       |
| 1                      | Gilles Leproust   |                | PCF            | 1 257        | 28,18        | 1 664       | 50,26       |
| 2                      | Paul Létard*      |                | PS             | 1 184        | 26,54        | 1 647       | 49,74       |
| 2                      | Sylvie Tolmont*   |                | PS             | 1 184        | 26,54        | 1 647       | 49,74       |
| 3                      | Guy Favennec      |                | LR             | 1 140        | 25,55        |             |             |
| 3                      | Patricia Polisset |                | LR             | 1 140        | 25,55        |             |             |
| 4                      | Isabelle Lalande  |                | FN             | 880          | 19,73        |             |             |
| 4                      | Arnaud Menu       |                | FN             | 880          | 19,73        |             |             |
|                        |                   |                |                |              |              |             |             |
| Inscrits               | Inscrits          | Inscrits       | Inscrits       | 17 895       | 100,00       | 17 893      | 100,00      |
| Abstentions            | Abstentions       | Abstentions    | Abstentions    | 13 290       | 74,27        | 14 083      | 78,71       |
| Votants                | Votants           | Votants        | Votants        | 4 605        | 25,73        | 3 810       | 21,29       |
| Blancs et nuls         | Blancs et nuls    | Blancs et nuls | Blancs et nuls | 144          | 3,13         | 499         | 13,10       |
| Exprimés               | Exprimés          | Exprimés       | Exprimés       | 4 461        | 96,87        | 3 311       | 86,90       |
| * conseillers sortants |                   |                |                |              |              |             |             |

### Canton de Niort-1
Les électeurs du canton de Niort-1 vont devoir réélire un binôme d'élus à la suite de l'annulation du scrutin de mars 2015 pour ce canton ainsi que le canton de Niort-3. Celui-ci a été annulé à cause de la distribution du journal municipal, dans une partie de la ville de Niort, la veille et le jour du scrutin. Le binôme de droite l'avait emporté avec 18 voix d'avance sur le binôme de gauche.
L'élection partielle se tient les 12 et 19 juin 2016.
| Candidats              | Candidats              | Partis      | Partis      | Premier tour | Premier tour | Second tour | Second tour |
| Candidats              | Candidats              | Partis      | Partis      | Voix         | %            | Voix        | %           |
| ---------------------- | ---------------------- | ----------- | ----------- | ------------ | ------------ | ----------- | ----------- |
| 1                      | Romain Dupeyrou*       |             | LR          | 1 326        | 47,77        | 1 619       | 53,41       |
| 1                      | Rose-Marie Nieto*      |             | LR          | 1 326        | 47,77        | 1 619       | 53,41       |
| 2                      | Hermann Cadiou         |             | PS          | 1 275        | 45,93        | 1 412       | 46,59       |
| 2                      | Monique Johnson        |             | EELV        | 1 275        | 45,93        | 1 412       | 46,59       |
| 3                      | Philippe Doray         |             | FN          | 175          | 6,30         |             |             |
| 3                      | Sandrine Tournebouraud |             | FN          | 175          | 6,30         |             |             |
|                        |                        |             |             |              |              |             |             |
| Inscrits               | Inscrits               | Inscrits    | Inscrits    | 13 034       | 100,00       | 13 034      | 100,00      |
| Abstentions            | Abstentions            | Abstentions | Abstentions | 10 173       | 78,05        | 9 879       | 75,79       |
| Votants                | Votants                | Votants     | Votants     | 2 861        | 21,95        | 3 155       | 24,21       |
| Blancs                 | Blancs                 | Blancs      | Blancs      | 45           | 1,57         | 64          | 2,03        |
| Nuls                   | Nuls                   | Nuls        | Nuls        | 40           | 1,40         | 61          | 1,93        |
| Exprimés               | Exprimés               | Exprimés    | Exprimés    | 2 776        | 97,03        | 3 031       | 96,04       |
| * conseillers sortants |                        |             |             |              |              |             |             |

### Canton de Niort-3
Les électeurs du canton de Niort-3 vont devoir réélire un binôme d'élus à la suite de l'annulation du scrutin de mars 2015 pour ce canton ainsi que le canton de Niort-1. Celui-ci a été annulé à cause de la distribution du journal municipal, dans une partie de la ville de Niort, la veille et le jour du scrutin.
L'élection partielle se tient les 12 et 19 juin 2016.
| Candidats              | Candidats       | Partis      | Partis      | Premier tour | Premier tour | Second tour | Second tour |
| Candidats              | Candidats       | Partis      | Partis      | Voix         | %            | Voix        | %           |
| ---------------------- | --------------- | ----------- | ----------- | ------------ | ------------ | ----------- | ----------- |
| 1                      | Agnès Jarry*    |             | LR          | 1 302        | 53,03        | 1 598       | 59,19       |
| 1                      | Guillaume Juin* |             | LR          | 1 302        | 53,03        | 1 598       | 59,19       |
| 2                      | Désirée Roua    |             | PS          | 939          | 38,25        | 1 102       | 40,81       |
| 2                      | Nicolas Videau  |             | PS          | 939          | 38,25        | 1 102       | 40,81       |
| 3                      | Micke Bouyer    |             | FN          | 214          | 8,72         |             |             |
| 3                      | Martine Gendry  |             | FN          | 214          | 8,72         |             |             |
|                        |                 |             |             |              |              |             |             |
| Inscrits               | Inscrits        | Inscrits    | Inscrits    | 13 588       | 100,00       | 13 588      | 100,00      |
| Abstentions            | Abstentions     | Abstentions | Abstentions | 11 031       | 81,18        | 10 747      | 79,09       |
| Votants                | Votants         | Votants     | Votants     | 2 557        | 18,82        | 2 841       | 20,91       |
| Blancs                 | Blancs          | Blancs      | Blancs      | 59           | 2,31         | 82          | 2,89        |
| Nuls                   | Nuls            | Nuls        | Nuls        | 43           | 1,68         | 59          | 2,07        |
| Exprimés               | Exprimés        | Exprimés    | Exprimés    | 2 455        | 96,01        | 2 700       | 95,04       |
| * conseillers sortants |                 |             |             |              |              |             |             |

### Canton de Trévières
Les électeurs du canton de Trévières sont appelés à élire un nouveau conseiller départemental homme à la suite du décès de Jean-Pierre Richard. Son suppléant, Laurent Aubry, a décidé de démissionner ou de ne pas honorer le mandat qui lui revenait.
L'élection partielle se tient les 12 et 19 juin 2016.
| Candidats      | Candidats              | Partis         | Partis         | Premier tour | Premier tour | Second tour | Second tour |
| Candidats      | Candidats              | Partis         | Partis         | Voix         | %            | Voix        | %           |
| -------------- | ---------------------- | -------------- | -------------- | ------------ | ------------ | ----------- | ----------- |
| 1              | Patrick Thomines       |                | LR             | 2 294        | 47,81        | 3 046       | 62,76       |
| 2              | Philippe Chapron       |                | FN             | 1 592        | 33,18        | 1 807       | 37,24       |
| 3              | Thomas Dupont-Federici |                | PS             | 912          | 19,00        |             |             |
|                |                        |                |                |              |              |             |             |
| Inscrits       | Inscrits               | Inscrits       | Inscrits       | 20 254       | 100,00       | 20 253      | 100,00      |
| Abstentions    | Abstentions            | Abstentions    | Abstentions    | 15 188       | 74,99        | 14 969      | 73,91       |
| Votants        | Votants                | Votants        | Votants        | 5 066        | 25,01        | 5 284       | 26,09       |
| Blancs et nuls | Blancs et nuls         | Blancs et nuls | Blancs et nuls | 268          | 5,29         | 431         | 8,16        |
| Exprimés       | Exprimés               | Exprimés       | Exprimés       | 4 798        | 94,71        | 4 853       | 91,84       |

### Canton de Saint-Flour-2
À la suite d'un recours auprès du tribunal administratif puis d'une requête auprès du Conseil d'État, l'élection du 22 mars 2015 pour le canton de Saint-Flour-2 est annulée. La contestation portait sur l'inscription par erreur d'électeurs du canton de Saint-Flour 2 sur les listes du canton de Saint-Flour 1 (environ 300 électeurs) et compte tenu du faible écart de voix entre les candidats (16 voix). En conséquence, les électeurs du canton sont appelés à élire à nouveau deux conseillers départementaux.
L'élection partielle se tient les 26 juin et 3 juillet 2016.
| Candidats              | Candidats              | Partis         | Partis         | Premier tour | Premier tour | Second tour | Second tour |
| Candidats              | Candidats              | Partis         | Partis         | Voix         | %            | Voix        | %           |
| ---------------------- | ---------------------- | -------------- | -------------- | ------------ | ------------ | ----------- | ----------- |
| 1                      | Christiane Meyroneinc* |                | DVG            | 1 387        | 45,52        | 1 688       | 50,24       |
| 1                      | Gérard Salat*          |                | PS             | 1 387        | 45,52        | 1 688       | 50,24       |
| 2                      | Christian Bos          |                | DVD            | 1 416        | 46,47        | 1 672       | 49,76       |
| 2                      | Martine Guibert        |                | UDI            | 1 416        | 46,47        | 1 672       | 49,76       |
| 3                      | Jean Girardeau         |                | FN             | 244          | 8,01         |             |             |
| 3                      | Gisèle Lacroix         |                | FN             | 244          | 8,01         |             |             |
|                        |                        |                |                |              |              |             |             |
| Inscrits               | Inscrits               | Inscrits       | Inscrits       | 7 249        | 100,00       | 7 249       | 100,00      |
| Abstentions            | Abstentions            | Abstentions    | Abstentions    | 4 078        | 56,26        | 3 752       | 51,76       |
| Votants                | Votants                | Votants        | Votants        | 3 171        | 43,74        | 3 497       | 48,24       |
| Blancs et nuls         | Blancs et nuls         | Blancs et nuls | Blancs et nuls | 124          | 3,91         | 137         | 3,92        |
| Exprimés               | Exprimés               | Exprimés       | Exprimés       | 3 047        | 96,09        | 3 360       | 96,08       |
| * conseillers sortants |                        |                |                |              |              |             |             |

### Canton de Reims-4
Les électeurs du canton de Reims-4 sont appelés à élire deux nouveaux conseillers départementaux à la suite de l'annulation des résultats de mars 2015 par le tribunal administratif de Châlons-en-Champagne, confirmée par le Conseil d'État le 13 mai 2016. Cette annulation fait suite à l'inéligibilité prononcée contre Jean-Pierre Fortuné après les élections municipales de 2014. Le Conseil d’État a également invalidé l’élection de son binôme féminin, Kim Duntze, adjointe au maire de Reims.
L'élection partielle se tient les 26 juin et 3 juillet 2016.
| Candidats              | Candidats            | Partis         | Partis         | Premier tour | Premier tour | Second tour | Second tour |
| Candidats              | Candidats            | Partis         | Partis         | Voix         | %            | Voix        | %           |
| ---------------------- | -------------------- | -------------- | -------------- | ------------ | ------------ | ----------- | ----------- |
| 1                      | Kim Duntze*          |                | LR             | 1 553        | 61,26        | 2 083       | 81,91       |
| 1                      | Jean-Pierre Fortuné* |                | LR             | 1 553        | 61,26        | 2 083       | 81,91       |
| 2                      | Michelle Larrère     |                | FN             | 293          | 11,56        | 460         | 18,09       |
| 2                      | Jean-Claude Philipot |                | FN             | 293          | 11,56        | 460         | 18,09       |
| 3                      | Jacques Cohen        |                | PS             | 255          | 10,06        |             |             |
| 3                      | Annie Girardin       |                | PS             | 255          | 10,06        |             |             |
| 4                      | Charline Briot       |                | PCF            | 237          | 9,35         |             |             |
| 4                      | James Pelle          |                | PCF            | 237          | 9,35         |             |             |
| 5                      | Gilles Borck         |                | DLF            | 197          | 7,77         |             |             |
| 5                      | Christine Roméo      |                | DLF            | 197          | 7,77         |             |             |
|                        |                      |                |                |              |              |             |             |
| Inscrits               | Inscrits             | Inscrits       | Inscrits       | 16 446       | 100,00       | 16 446      | 100,00      |
| Abstentions            | Abstentions          | Abstentions    | Abstentions    | 13 835       | 84,12        | 13 753      | 83,63       |
| Votants                | Votants              | Votants        | Votants        | 2 611        | 15,88        | 2 693       | 16,37       |
| Blancs et nuls         | Blancs et nuls       | Blancs et nuls | Blancs et nuls | 76           | 2,91         | 150         | 5,57        |
| Exprimés               | Exprimés             | Exprimés       | Exprimés       | 2 535        | 97,09        | 2 543       | 94,43       |
| * conseillers sortants |                      |                |                |              |              |             |             |

### Canton du Livradais
Les électeurs du canton du Livradais sont appelés à élire deux nouveaux conseillers départementaux à la suite de l'annulation du scrutin de mars 2015, remporté en triangulaire par le binôme de l'Union de la droite avec 38,87 % contre 36,10 % pour le ticket du Parti socialiste et 26,03 % pour le ticket du Front national. Les juges du tribunal administratif ont annulé ce scrutin du fait de l'importante distribution de « colis de Noël » à Sainte-Livrade-sur-Lot, là-même où le candidat de l'Union de la droite, Pierre-Jean Pudal, est maire. Un recours avait été déposé auprès du Conseil d’État en avril 2015, non pas par le binôme de droite, mais par Claire Pasut (PS). Elle estimait que le tribunal administratif n'était pas allé assez loin et réclamait l'inéligibilité de Pierre-Jean Pudal. Le 13 juin 2016, les juges de la section du contentieux ont confirmé l’annulation de l’élection de Pierre-Jean Pudal (LR) et Marie-Serge Béteille (DVD) au conseil départemental, prononcée en première instance par le tribunal administratif de Bordeaux et ont déclaré une inéligibilité de six mois pour les deux élus.
Une élection partielle se tient les 11 et 18 septembre.
| Candidats              | Candidats         | Partis         | Partis         | Premier tour | Premier tour | Second tour | Second tour |
| Candidats              | Candidats         | Partis         | Partis         | Voix         | %            | Voix        | %           |
| ---------------------- | ----------------- | -------------- | -------------- | ------------ | ------------ | ----------- | ----------- |
| 1                      | Jacques Borderie  |                | LR             | 1 207        | 35,38        | 2 158       | 54,70       |
| 1                      | Marie Labit       |                | LR             | 1 207        | 35,38        | 2 158       | 54,70       |
| 2                      | Pierre Jeanneau   |                | PS             | 1 123        | 32,91        | 1 788       | 45,32       |
| 2                      | Karine Lafinestre |                | DVG            | 1 123        | 32,91        | 1 788       | 45,32       |
| 3                      | Daniel Cadiot     |                | FN             | 723          | 21,19        |             |             |
| 3                      | Laurence Varin    |                | FN             | 723          | 21,19        |             |             |
| 4                      | Mélanie Dus       |                | GC             | 215          | 6,30         |             |             |
| 4                      | Claude Franchetto |                | GC             | 215          | 6,30         |             |             |
| 5                      | Alain Alicot      |                | SE             | 145          | 4,25         |             |             |
| 5                      | Brigitte Antoine  |                | SE             | 145          | 4,25         |             |             |
|                        |                   |                |                |              |              |             |             |
| Inscrits               | Inscrits          | Inscrits       | Inscrits       | 10 614       | 100,00       | 10 614      | 100,00      |
| Abstentions            | Abstentions       | Abstentions    | Abstentions    | 7 058        | 67,85        | 6 410       | 60,39       |
| Votants                | Votants           | Votants        | Votants        | 3 556        | 33,50        | 4 204       | 39,61       |
| Blancs et nuls         | Blancs et nuls    | Blancs et nuls | Blancs et nuls | 144          | 4,05         | 259         | 6,16        |
| Exprimés               | Exprimés          | Exprimés       | Exprimés       | 3 412        | 95,95        | 3 945       | 93,84       |
| * conseillers sortants |                   |                |                |              |              |             |             |

### Canton de Ham
Les électeurs du canton de Ham sont appelés à élire deux nouveaux conseillers départementaux à la suite de l'annulation des résultats de mars 2015 par le tribunal administratif d'Amiens, confirmée par le Conseil d'État le 20 juin 2016. Le motif de l'annulation est l'oubli, pour le binôme vainqueur, de la présentation du compte de campagne par un expert-comptable, comme l’exige la loi. Conséquence, le binôme élu en mars 2015, composé d’Antoine Bruchet et de Carole Dumont (DVD), ainsi que leurs suppléants, ont été déclarés inéligibles pour une période d'un an.
Une élection partielle se tient les 18 et 25 septembre 2016.
| Candidats              | Candidats            | Partis         | Partis         | Premier tour | Premier tour | Second tour | Second tour |
| Candidats              | Candidats            | Partis         | Partis         | Voix         | %            | Voix        | %           |
| ---------------------- | -------------------- | -------------- | -------------- | ------------ | ------------ | ----------- | ----------- |
| 1                      | Didier Potel         |                | DVD - LR - UDI | 2 313        | 39,87        | 3 479       | 56,22       |
| 1                      | Françoise Ragueneau  |                | DVD - LR - UDI | 2 313        | 39,87        | 3 479       | 56,22       |
| 2                      | Francine Baillieux   |                | FN             | 2 061        | 35,53        | 2 709       | 43,78       |
| 2                      | Loïc Grimaux         |                | FN             | 2 061        | 35,53        | 2 709       | 43,78       |
| 3                      | Benoît Carpentier    |                | PS - PRG       | 833          | 14,36        |             |             |
| 3                      | Nadège Latapie-Coppé |                | PS - PRG       | 833          | 14,36        |             |             |
| 4                      | Marie Pichot         |                | EELV           | 594          | 10,24        |             |             |
| 4                      | Pascal Toutin        |                | PCF            | 594          | 10,24        |             |             |
|                        |                      |                |                |              |              |             |             |
| Inscrits               | Inscrits             | Inscrits       | Inscrits       | 21 422       | 100,00       | 21 418      | 100,00      |
| Abstentions            | Abstentions          | Abstentions    | Abstentions    | 15 324       | 71,53        | 14 730      | 68,77       |
| Votants                | Votants              | Votants        | Votants        | 6 098        | 28,47        | 6 688       | 31,23       |
| Blancs et nuls         | Blancs et nuls       | Blancs et nuls | Blancs et nuls | 297          | 4,87         | 500         | 7,47        |
| Exprimés               | Exprimés             | Exprimés       | Exprimés       | 5 801        | 95,13        | 6 188       | 92,52       |
| * conseillers sortants |                      |                |                |              |              |             |             |

### Canton de Briançon-2
À la suite d'un recours auprès du tribunal administratif de Marseille puis d'une requête auprès du Conseil d'État, l'élection des 22 et 29 mars pour le canton de Briançon-2 est annulée. La contestation portait sur « des signatures litigieuses remettant en cause l’identité des électeurs » alors que l'écart final entre les deux binômes qualifiés pour le second tour n'était que de 10 voix.
Une élection partielle se tient les 18 et 25 septembre.
| Candidats              | Candidats      | Partis         | Partis         | Premier tour | Premier tour | Second tour | Second tour |
| Candidats              | Candidats      | Partis         | Partis         | Voix         | %            | Voix        | %           |
| ---------------------- | -------------- | -------------- | -------------- | ------------ | ------------ | ----------- | ----------- |
| 1                      | Gérard Fromm*  |                | DVG            | 1 291        | 52,20        | 1 517       | 51,51       |
| 1                      | Aurélie Poyau* |                | DVG            | 1 291        | 52,20        | 1 517       | 51,51       |
| 2                      | Sonia Audo     |                | UDI            | 1 182        | 47,80        | 1 428       | 48,49       |
| 2                      | Romain Gryzka  |                | LR             | 1 182        | 47,80        | 1 428       | 48,49       |
|                        |                |                |                |              |              |             |             |
| Inscrits               | Inscrits       | Inscrits       | Inscrits       | 7 789        | 100,00       | 7 789       | 100,00      |
| Abstentions            | Abstentions    | Abstentions    | Abstentions    | 5 127        | 65,82        | 4 663       | 59.87       |
| Votants                | Votants        | Votants        | Votants        | 2 662        | 34,18        | 3 126       | 40,13       |
| Blancs et nuls         | Blancs et nuls | Blancs et nuls | Blancs et nuls | 189          | 7,10         | 181         | 5,79        |
| Exprimés               | Exprimés       | Exprimés       | Exprimés       | 2 473        | 92,90        | 2 945       | 94,21       |
| * conseillers sortants |                |                |                |              |              |             |             |

### Canton de Bastia-3
À la suite d'un recours auprès du tribunal administratif, puis d'une requête auprès du Conseil d'État, l'élection des 22 et 29 mars pour le canton de Bastia-3 est annulée. La contestation portait sur la découverte de 160 signatures divergentes sur les listes d'émargement entre le 1er et le 2d tour.
L'élection partielle se tient les 2 et 9 octobre.
| Candidats              | Candidats             | Partis         | Partis         | Premier tour | Premier tour | Second tour | Second tour |
| Candidats              | Candidats             | Partis         | Partis         | Voix         | %            | Voix        | %           |
| ---------------------- | --------------------- | -------------- | -------------- | ------------ | ------------ | ----------- | ----------- |
| 1                      | Joseph Gandolfi*      |                | FC             | 1 061        | 37,60        | 1 669       | 51,83       |
| 1                      | Emmanuelle de Gentili |                | PS             | 1 061        | 37,60        | 1 669       | 51,83       |
| 2                      | Joseph Martelli       |                | PRG diss.      | 743          | 26,33        | 1 551       | 48,17       |
| 2                      | Anne-Marie Piacentini |                | PRG diss.      | 743          | 26,33        | 1 551       | 48,17       |
| 3                      | Jean-François Mattei  |                | PRG            | 558          | 19,77        |             |             |
| 3                      | Marie-Claire Poggi*   |                | MCD            | 558          | 19,77        |             |             |
| 4                      | Michel Bruschini      |                | FN             | 355          | 12,58        |             |             |
| 4                      | Catherine Grimaldi    |                | FN             | 355          | 12,58        |             |             |
| 5                      | Marina Luciani        |                | FG (PCF)       | 105          | 3,72         |             |             |
| 5                      | Pascal Rossi          |                | FG (PCF)       | 105          | 3,72         |             |             |
|                        |                       |                |                |              |              |             |             |
| Inscrits               | Inscrits              | Inscrits       | Inscrits       | 6 624        | 100,00       | 6 624       | 100,00      |
| Abstentions            | Abstentions           | Abstentions    | Abstentions    | 3 721        | 56,17        | 3 217       | 48,57       |
| Votants                | Votants               | Votants        | Votants        | 2 903        | 43,83        | 3 407       | 51,43       |
| Blancs et nuls         | Blancs et nuls        | Blancs et nuls | Blancs et nuls | 81           | 2,79         | 187         | 5,49        |
| Exprimés               | Exprimés              | Exprimés       | Exprimés       | 2 822        | 97,21        | 3 220       | 94,51       |
| * conseillers sortants |                       |                |                |              |              |             |             |

### Canton d'Orange
Les électeurs du canton d'Orange sont appelés à élire deux nouveaux conseillers départementaux à la suite de l'annulation des résultats de mars 2015 par le tribunal administratif, confirmée par le Conseil d'État le 7 juillet 2016. Les candidats frontistes avaient fait valoir devant le tribunal administratif de Nîmes qu'une dizaine de suffrages enregistrés lors du second tour étaient irréguliers.
L'élection partielle se tient les 2 et 9 octobre.
| Candidats              | Candidats              | Partis         | Partis         | Premier tour | Premier tour | Second tour | Second tour |
| Candidats              | Candidats              | Partis         | Partis         | Voix         | %            | Voix        | %           |
| ---------------------- | ---------------------- | -------------- | -------------- | ------------ | ------------ | ----------- | ----------- |
| 1                      | Yann Bompard*          |                | LS             | 2 721        | 41,15        | 3 535       | 66,67       |
| 1                      | Marie-Thérèse Galmard* |                | LS             | 2 721        | 41,15        | 3 535       | 66,67       |
| 2                      | Jean François Mattéi   |                | FN             | 1 607        | 24,30        | 1 767       | 33,33       |
| 2                      | Brigitte Vigne         |                | FN             | 1 607        | 24,30        | 1 767       | 33,33       |
| 3                      | Yannick Cuer           |                | LR             | 1 045        | 15,80        |             |             |
| 3                      | Olivier Surles         |                | LR             | 1 045        | 15,80        |             |             |
| 4                      | Jean Gatel             |                | DVG            | 915          | 13,83        |             |             |
| 4                      | Fabienne Haloui        |                | DVG            | 915          | 13,83        |             |             |
| 5                      | Brigitte Romero        |                | AEI            | 325          | 4,91         |             |             |
| 5                      | Serge Marolleau        |                | EELV           | 325          | 4,91         |             |             |
|                        |                        |                |                |              |              |             |             |
| Inscrits               | Inscrits               | Inscrits       | Inscrits       | 25 385       | 100,00       | 25 384      | 100,00      |
| Abstentions            | Abstentions            | Abstentions    | Abstentions    | 18 498       | 72.87        | 19 136      | 75,39       |
| Votants                | Votants                | Votants        | Votants        | 6 887        | 27.13        | 6 248       | 24,61       |
| Blancs et nuls         | Blancs et nuls         | Blancs et nuls | Blancs et nuls | 274          | 3.98         | 946         | 15,14       |
| Exprimés               | Exprimés               | Exprimés       | Exprimés       | 6 613        | 96.02        | 5 302       | 84,86       |
| * conseillers sortants |                        |                |                |              |              |             |             |

### Canton de Gérardmer
Le Conseil d’État ayant validé l'annulation du scrutin, les électeurs du canton de Gérardmer vont devoir retourner aux urnes les 2 et 9 octobre pour élire un nouveau binôme d'élus départementaux. Les deux élus sortants Guy Martinache et Éliane Ferry (DVD), élu en mars 2015, ont été déclarés inéligibles après le rejet de leur compte de campagne.
Une élection partielle se tient les 2 et 9 octobre.
| Candidats              | Candidats           | Partis         | Partis         | Premier tour | Premier tour | Second tour | Second tour |
| Candidats              | Candidats           | Partis         | Partis         | Voix         | %            | Voix        | %           |
| ---------------------- | ------------------- | -------------- | -------------- | ------------ | ------------ | ----------- | ----------- |
| 1                      | Gilbert Poirot      |                | FG             | 2 273        | 41,89        | 2 886       | 52,17       |
| 1                      | Jacqueline Valentin |                | FG             | 2 273        | 41,89        | 2 886       | 52,17       |
| 2                      | Franck Lemaire      |                | LR             | 1 872        | 34,50        | 2 646       | 47,83       |
| 2                      | Elisabeth Klipfel   |                | LR             | 1 872        | 34,50        | 2 646       | 47,83       |
| 3                      | Lydie Mathis        |                | FN             | 1 281        | 23,61        |             |             |
| 3                      | Dominique Thomas    |                | FN             | 1 281        | 23,61        |             |             |
|                        |                     |                |                |              |              |             |             |
| Inscrits               | Inscrits            | Inscrits       | Inscrits       | 20 272       | 100,00       | 20 272      | 100,00      |
| Abstentions            | Abstentions         | Abstentions    | Abstentions    | 14 587       | 71,96        | 14 328      | 70,68       |
| Votants                | Votants             | Votants        | Votants        | 5 685        | 28,04        | 5 944       | 29,32       |
| Blancs et nuls         | Blancs et nuls      | Blancs et nuls | Blancs et nuls | 259          | 4,55         | 412         | 6,93        |
| Exprimés               | Exprimés            | Exprimés       | Exprimés       | 5 426        | 95,45        | 5 532       | 93,06       |
| * conseillers sortants |                     |                |                |              |              |             |             |

### Canton de Guérigny
Les électeurs du canton de Guérigny sont appelés à élire deux nouveaux conseillers départementaux à la suite de l'annulation des résultats de mars 2015 par le tribunal administratif de Dijon, confirmée par le Conseil d'État le 6 juillet 2016. Le binôme élu avait vu son compte de campagne rejeté à cause du règlement personnel de dépenses de campagne. Bernadette Larivé, maire de Saint-Maurice et élue départementale depuis 1998, et Jean-Luc Gauthier, maire de Saint-Benin-d'Azy et élu départemental depuis 2008, les deux sortants, sont déclarés inéligibles pour une période de six mois.
Une élection partielle se tient les 2 et 9 octobre.
| Candidats              | Candidats                | Partis         | Partis         | Premier tour | Premier tour | Second tour | Second tour |
| Candidats              | Candidats                | Partis         | Partis         | Voix         | %            | Voix        | %           |
| ---------------------- | ------------------------ | -------------- | -------------- | ------------ | ------------ | ----------- | ----------- |
| 1                      | Corinne Bouchard         |                | DVD            | 1 250        | 33,35        | 2 173       | 53,35       |
| 1                      | Marc Gauthier            |                | DVD            | 1 250        | 33,35        | 2 173       | 53,35       |
| 2                      | Marie-Christine Amiot    |                | PS             | 1 228        | 32,76        | 1 900       | 46,65       |
| 2                      | Jean-Pierre Chateau      |                | PS             | 1 228        | 32,76        | 1 900       | 46,65       |
| 3                      | Kathy Apricena           |                | FN             | 545          | 14,54        |             |             |
| 3                      | Thomas Rolland           |                | FN             | 545          | 14,54        |             |             |
| 4                      | Gilles Devienne          |                | EELV           | 517          | 13,79        |             |             |
| 4                      | Isabelle Thillier        |                | FG             | 517          | 13,79        |             |             |
| 5                      | Annaïg Dunoyer           |                | LR             | 208          | 5,55         |             |             |
| 5                      | Jean-Baptiste Montarnier |                | LR             | 208          | 5,55         |             |             |
|                        |                          |                |                |              |              |             |             |
| Inscrits               | Inscrits                 | Inscrits       | Inscrits       | 11 019       | 100,00       | 11 019      | 100,00      |
| Abstentions            | Abstentions              | Abstentions    | Abstentions    | 7 137        | 64,77        | 6 616       | 60,04       |
| Votants                | Votants                  | Votants        | Votants        | 3 882        | 35,23        | 4 403       | 39,96       |
| Blancs et nuls         | Blancs et nuls           | Blancs et nuls | Blancs et nuls | 134          | 3,45         | 330         | 7,50        |
| Exprimés               | Exprimés                 | Exprimés       | Exprimés       | 3 748        | 96,55        | 4 073       | 92,50       |
| * conseillers sortants |                          |                |                |              |              |             |             |

### Canton de Pointe-à-Pitre
Les électeurs du canton de Pointe-à-Pitre sont appelés à réélire leurs élus départementaux à la suite de la décision du Conseil d'État confirmant le jugement d'annulation de l'élection du binôme Mélisse-Sigiscar prononcé par le tribunal administratif. Le scrutin de 2015 a été annulé car l'élue Marlène Miroite Mélisse était inéligible du fait de « ses fonctions au moins équivalentes à celles de membre du cabinet du président du conseil général ».
Une élection partielle se tient les 9 et 16 octobre,.
| Candidats              | Candidats                    | Partis         | Partis         | Premier tour | Premier tour | Second tour | Second tour |
| Candidats              | Candidats                    | Partis         | Partis         | Voix         | %            | Voix        | %           |
| ---------------------- | ---------------------------- | -------------- | -------------- | ------------ | ------------ | ----------- | ----------- |
| 1                      | Sandra Enjaric               |                | PPDG           | 1 362        | 58,28        | 1 917       | 66,93       |
| 1                      | Marcel Sigiscar*             |                | PPDG           | 1 362        | 58,28        | 1 917       | 66,93       |
| 2                      | Tania Galvani                |                | GUSR           | 487          | 20,84        | 947         | 33,07       |
| 2                      | Alain Sorèze                 |                | GUSR           | 487          | 20,84        | 947         | 33,07       |
| 3                      | Didier Ako                   |                | SE             | 340          | 14,55        |             |             |
| 3                      | Marie-Eugène Trobo Thomaseau |                | SE             | 340          | 14,55        |             |             |
| 4                      | Catherine Berton             |                | EELV           | 148          | 6,33         |             |             |
| 4                      | Guy Equinoxe                 |                | EELV           | 148          | 6,33         |             |             |
|                        |                              |                |                |              |              |             |             |
| Inscrits               | Inscrits                     | Inscrits       | Inscrits       | 12 763       | 100,00       | 12 764      | 100,00      |
| Abstentions            | Abstentions                  | Abstentions    | Abstentions    | 10 246       | 80,28        | 9 676       | 75,81       |
| Votants                | Votants                      | Votants        | Votants        | 2 517        | 19,72        | 3 088       | 24,19       |
| Blancs et nuls         | Blancs et nuls               | Blancs et nuls | Blancs et nuls | 180          | 7,15         | 224         | 7,25        |
| Exprimés               | Exprimés                     | Exprimés       | Exprimés       | 2 337        | 92,85        | 2 864       | 92,75       |
| * conseillers sortants |                              |                |                |              |              |             |             |